# NGC 6754
NGC 6754 ist eine Balken-Spiralgalaxie vom Hubble-Typ SBb im Sternbild Teleskop am Südsternhimmel. Sie ist rund 144 Millionen Lichtjahre von der Milchstraße entfernt.
Das Objekt wurde am 8. Juli 1834 von dem britischen Astronomen John Herschel entdeckt.
Am 30. September 2000 wurde in NGC 6754 die Supernova SN 2000do entdeckt.